# Saint-Rogatien
Saint-Rogatien település Franciaországban, Charente-Maritime megyében. Lakosainak száma 2394 fő (2022. január 1.). Saint-Rogatien Aytré, Clavette, La Jarne, Montroy és Périgny községekkel határos.

## Népesség
A település népessége az elmúlt években az alábbi módon változott:
| Lakosok száma | 309  | 753  | 1272 | 1808 | 2037 | 2197 | 2206 | 2352 | 2425 | 2394 |
|               | 1968 | 1982 | 1990 | 2006 | 2013 | 2015 | 2017 | 2019 | 2020 | 2022 |